# Глен Елдер (Канзас)
Глен Елдер (енгл. Glen Elder) град је у америчкој савезној држави Канзас.

## Демографија
По попису из 2010. године број становника је 445, што је 6 (1,4%) становника више него 2000. године.
| Група             | 2000.       | 2010.       |
| Белци             | 420 (95,7%) | 422 (94,8%) |
| Афроамериканци    | 3 (0,7%)    | 2 (0,4%)    |
| Азијати           | 2 (0,5%)    | 4 (0,9%)    |
| Хиспаноамериканци | 5 (1,1%)    | 9 (2,0%)    |
| Укупно            | 439         | 445         |